# Adèle Exarchopoulos
Adèle Exarchopoulos (Parijs, 22 november 1993) is een Franse actrice. 

## Biografie
Exarchopoulos werd geboren in Parijs in 1993. Haar vader Didier is van Griekse afkomst en haar moeder Marina is Française.
Op 9-jarige leeftijd begon Exarchopoulos met acteren. Ze won, samen met regisseur Abdellatif Kechiche en mede-actrice Léa Seydoux, in 2013 de Gouden Palm op het Filmfestival van Cannes voor haar rol in de dramafilm La vie d'Adèle. In de film speelt ze een 15-jarig meisje dat een lesbische relatie aangaat met een kunstenares (Seydoux). In 2024 won ze de César voor beste vrouwelijke bijrol voor haar rol in de film Je verrai toujours vos visages.

## Persoonlijk
Samen met rapper Doums heeft ze een zoon. 

## Filmografie
- 2007: Boxes - Lilli
- 2007: Les enfants de Timpelbach - Marianne
- 2009: Tête de turc - Nina
- 2010: La Rafle - Anna Traube
- 2011: Chez Gino - Maria Roma
- 2011: Carré blanc - Marie
- 2013: Des morceaux de moi - Erell
- 2013: I Used to Be Darker - Camille
- 2013: La vie d'Adèle - Adèle
- 2014: Qui vive - Jenny
- 2014: Voyage vers la mère - Marie Louise
- 2015: Les anarchistes - Judith Lorillard
- 2016: Éperdument - Anna Amari
- 2016: The Last Face - Ellen
- 2016: Orpheline - Sandra
- 2017: Le Fidèle - Bénédicte "Bibi" Delhany
- 2018: The White Crow - Clara Saint
- 2019: Sibyl - Margot Vasilis
- 2019: Revenir - Mona
- 2020: Forte - Make-up verkoopster
- 2020: Mandibules - Agnès
- 2021: Rien à foutre - Cassandra
- 2023: Voleuses - Alex
- 2023: Passages - Agathe
- 2023: Un métier sérieux - Meriem
- 2023: Le Règne animal - Julia
- 2023: Je verrai toujours vos visages - Chloé Delarme
- 2023: Nouveaux Riches - zichzelf
- 2024: Inside Out 2 - Ennui (stem)

- Bibsys: 14018344
- Biblioteca Nacional de España: XX5421924
- Bibliothèque nationale de France: cb16773313j (data)
- Gemeinsame Normdatei: 1050913272
- International Standard Name Identifier: 0000 0004 3429 9311
- Library of Congress Control Number: no2014018479
- Nationale Bibliotheek van Tsjechië: xx0192187
- Nationale Bibliotheek van Israël: 987007398077005171
- Nederlandse Thesaurus van Auteursnamen: 371080533
- Système universitaire de documentation: 175644063
- Virtual International Authority File: 308694889
- WorldCat: E39PBJpytT3CbFWV3MbcmHyw4q